# Onychagrotis rileyana
Onychagrotis rileyana är en fjärilsart som beskrevs av Morrison 1874. Onychagrotis rileyana ingår i släktet Onychagrotis och familjen nattflyn. Inga underarter finns listade i Catalogue of Life.